# Liste der Baudenkmale in Grambow (Vorpommern)
In der Liste der Baudenkmale in Grambow sind alle denkmalgeschützten Bauten der vorpommerschen Gemeinde Grambow und ihrer Ortsteile aufgelistet. Grundlage ist die Veröffentlichung der Denkmalliste des Kreises Uecker-Randow mit dem Stand vom 1. Februar 1996. 

## Baudenkmale nach Ortsteilen

### Grambow
| ID | Lage                  | Bezeichnung                                   | Beschreibung | Bild                     |
| -- | --------------------- | --------------------------------------------- | ------------ | ------------------------ |
|    | Dorfstraße 50 (Karte) | Siedlungshaus                                 |              |                          |
|    |                       | Grabmal für A. E. von Stechow (an der Kirche) |              |                          |
|    | (Karte)               | Kirche mit Kirchhofmauer                      |              | Kirche mit Kirchhofmauer |
|    | (Karte)               | Speicher (am Bahnübergang der B 113)          |              |                          |

### Ladenthin
| ID | Lage          | Bezeichnung                     | Beschreibung | Bild                     |
| -- | ------------- | ------------------------------- | ------------ | ------------------------ |
|    | Dorfstraße 12 | Stallspeicher                   |              |                          |
|    | Dorfstraße 13 | Wohnhaus und Stallspeicher      |              |                          |
|    | Dorfstraße    | ehem. Schule (neben der Kirche) |              |                          |
|    | Dorfstraße    | Schmiede                        |              |                          |
|    |               | Kirche mit Kirchhofmauer        |              | Kirche mit Kirchhofmauer |

### Schwennenz
| ID | Lage                  | Bezeichnung                                | Beschreibung | Bild                     |
| -- | --------------------- | ------------------------------------------ | ------------ | ------------------------ |
|    | Dorfstraße 2 (Karte)  | Stallspeicher                              |              |                          |
|    | Dorfstraße 12 (Karte) | zwei Stallspeicher                         |              |                          |
|    | Dorfstraße 20 (Karte) | Stallspeicher                              |              |                          |
|    | Dorfstraße 23 (Karte) | Stallspeicher                              |              |                          |
|    | Dorfstraße 25 (Karte) | Wohnhaus                                   |              |                          |
|    | Dorfstraße 28 (Karte) | Stallspeicher                              |              |                          |
|    | Dorfstraße 37 (Karte) | Stallspeicher                              |              |                          |
|    | Dorfstraße 39 (Karte) | Stallspeicher                              |              |                          |
|    | Dorfstraße            | Stall (am Ostende des Dorfangers)          |              |                          |
|    |                       | Friedhof mit Mauer und Portal (Dorfstraße) |              |                          |
|    | (Karte)               | Kirche mit Kirchhofmauer                   |              | Kirche mit Kirchhofmauer |
|    |                       | Kriegerdenkmal 1914/1918 (an der Kirche)   |              |                          |
|    | MTS-Weg 4 (Karte)     | Stallspeicher                              |              |                          |

### Sonnenberg
| ID | Lage                  | Bezeichnung                             | Beschreibung | Bild   |
| -- | --------------------- | --------------------------------------- | ------------ | ------ |
|    | Dorfstraße 12 (Karte) | Stallspeicher                           |              |        |
|    | Dorfstraße 15 (Karte) | Stallspeicher                           |              |        |
|    | Dorfstraße 18 (Karte) | Wohnhaus                                |              |        |
|    | Dorfstraße 20 (Karte) | Stallspeicher und Stall                 |              |        |
|    | Dorfstraße 21 (Karte) | Stallspeicher                           |              |        |
|    | (Karte)               | Friedhof mit Friedhofsportal und -mauer |              |        |
|    | Dorfstraße 11 (Karte) | Kirche                                  | Fachwerkturm | Kirche |

## Ehemalige Baudenkmale
| ID | Lage | Bezeichnung                       | Beschreibung | Bild |
| -- | ---- | --------------------------------- | --- | ---- |
|    |      | Villa (am Bahnübergang der B 113) | Gründerzeitliche Villa aus rotem Ziegelbau mit Fledermausgauben und Ziegelfachwerkverblendungen. Im Jahre 2009 aufgrund von Einsturzgefahr abgerissen. |      |

## Quelle
- Bericht über die Erstellung der Denkmallisten sowie über die Verwaltungspraxis bei der Benachrichtigung der Eigentümer und Gemeinden sowie über die Handhabung von Änderungswünschen (Stand: Juni 1997)